# Liam Court
Liam Court est un personnage fictif de la série télévisée américaine 90210 Beverly Hills : Nouvelle Génération interprété par Matt Lanter. Liam est un personnage mystérieux, il est toujours à l'écart des autres personnes et il n'aime pas l'école. Au cours de la première saison, le personnage a des sentiments pour Naomi Clark (AnnaLynne McCord) bien qu'il ait couché avec la sœur de cette dernière, Jen (Sara Foster). Après sa rupture avec Naomi dans la saison 2, il tombera amoureux d'Annie et vivra une longue histoire avec elle.

« Liam est un mec bien aussi »

— Matt Lanter sur Liam Court

## Biographie fictive

### Saison 1
Liam vient d'emménager à Beverly Hills avec sa mère et son beau-père. Alors qu'il travaillait dans un hôtel, il rencontre Naomi Clark (AnnaLynne McCord). Celle-ci, sous le charme, décide de lui envoyer une bouteille de champagne chez lui pour l'inviter à dîner. Liam ne put venir car sa mère découvrit la bouteille avant lui et trouva le mot accompagnant la bouteille par lequel elle apprit alors que son fils n'allait pas au lycée. Elle s'est chargée elle-même de son inscription au lycée de West Beverly où Naomi et ses amis sont inscrits. À son premier jour, il se retrouve dans la même classe de maths que Naomi, ce qui le surprend, la croyant plus âgée. Même effet chez Naomi. À la fin de la saison 1, ils deviendront un couple mais Naomi s'est confié à sa grande sœur Jen. Quand Naomi a contrarié Jen, cette dernière décide de se venger en couchant avec Liam, mais Naomi surprend Liam et remarque la veste de Annie (Shenae Grimes) par terre et se dit que Liam a couché avec Annie or c'est avec Jen. Au dernier épisode de la saison, le beau-père de Liam envoie celui-ci dans un centre pour contrôler ses crises de colères pendant 2 mois.

### Saison 2
Liam revient à West Beverly et essaye de reconquérir Naomi qui ne veut plus le voir. Cette dernière rend la vie impossible à Annie croyant que c'est avec elle que Liam l'a trompé. Annie demande à Liam de dire à Naomi que ce n'est pas avec elle qu'il a trompé Naomi mais celui-ci refuse. Un peu plus tard dans la saison 2, Liam monte un plan avec l'aide de Dixon, Ivy, Teddy et Navid pour forcer Jen à dire la vérité à Naomi. Son plan fonctionne et Naomi ne veut plus revoir sa sœur et essaye de redevenir amie avec Annie. Croyant que Liam sort avec Ivy, Naomi ne compte pas se remettre avec lui. Mais finalement, ils se remettent ensemble sous le regard jaloux de Ivy qui est amoureuse de Liam. Vers la fin de la saison 2, Liam et Annie deviennent des amis proches et Liam commence à avoir des sentiments pour cette dernière. Dans le dernier épisode, Liam quitte Naomi en lui disant qu'elle est une menteuse et que ça ne pourra plus marcher entre eux. Et Annie lui confesse que c'est elle qui a tué l'oncle de son ex-petit ami, Jasper dans un accident.

### Saison 3
Dans le premier épisode de la saison 3, Liam en veut à Annie car celle-ci n'a pas répondu à tous ses appels durant l'été. Annie lui dit que c'est parce qu'elle était dans une maison de justice pendant 3 mois. Dans cet épisode Liam embrasse Annie mais celle-ci lui dit qu'ils ne peuvent pas être ensemble à cause de Naomi. Liam va donc demander à Naomi s'il peut sortir avec Annie et celle-ci lui donne son accord en disant qu'elle s'est totalement remise de leur rupture. Ils se donnent donc rendez-vous sur un bateau mais lorsque le propriétaire du bateau les surprend en train de s'embrasser, il les vire de son bateau et Annie s'énerve contre Liam en lui disant qu'elle ne devait plus avoir de problèmes car elle a déjà été dans une maison de justice à cause de son accident. Elle lui dit finalement que ça ne pourra jamais marcher entre eux. Un peu plus tard dans la série, Annie fait la connaissance d'un jeune étudiant Charlie, avec qui elle ne tarde pas à sortir. Liam qui a quitté le domicile familial se retrouve sans refuge. Dixon lui propose donc de venir vivre quelque temps chez lui mais il annonce à Liam que sa sœur Annie a un petit ami. À la fin de cet épisode, Liam déclare à Annie qu'elle lui manque et qu'il veut se remettre avec elle mais à ce moment, Charlie entre dans la pièce et Annie annonce à Liam que c'est son petit ami. Liam s'énerve car il se trouve que Charlie est son demi-frère avec qui il est très en froid. Donc, il ne veut plus revoir Annie  ni Charlie. Dans le 11e épisode de la saison, Annie apprend que Liam a été tabassé et le prend en refuge chez elle pour s'occuper de lui. Dans cet épisode, Annie lui déclare qu'elle ne se sent pas bien quand il ne se sent pas bien. Liam en profite donc pour lui déclarer qu'il l'aime et qu'il est amoureux d'elle depuis longtemps. Ils finissent par coucher ensemble. Mais dans le prochain épisode, Annie annonce à Liam qu'elle ne sait plus où elle en est et qu'elle a besoin de temps pour réfléchir. Finalement, Liam et Charlie discutent ensemble et se réconcilient donc Liam va voir Annie en lui disant qu'elle ne doit pas rompre avec Charlie et qu'ils ne peuvent pas être ensemble. Dans l'épisode 13, Annie rompt avec Charlie sans lui dire la vraie raison de la rupture, et celle-ci envoie un message à Liam disant « Je comprends pourquoi on ne peut pas être ensemble… », Charlie tombe sur ce message et répond à la place de Liam en répondant « Nous sommes fait l'un pour l'autre… Rejoins-moi. » Depuis cet épisode, Liam et Annie sont ensemble. Mais Annie reçoit sa cousine, Emily chez elle et cette dernière fera tout pour rendre la vie impossible à Annie en lui piquant ses amies et en essayant de lui piquer Liam. Mais dans l'épisode 17, Annie et Liam ont piégé Emily et celle-ci repart chez elle dans le Kansas. Dans le dernier épisode de la saison 3, Liam annonce à Annie qu'il n'a pas l'intention d'aller à l'université et d'emménager avec elle car il a eu un job sur un bateau de pêche. Furieuse, Annie rompt avec lui. Mais à la fin de l'épisode, Annie et Liam se réconcilient juste avant le départ de Liam pour passer l'été entier sur ce bateau de pêche.

### Saison 4
Dans le premier épisode de la saison 4, Annie est très en colère contre Liam après que celui-ci ne lui a donné aucune nouvelle de tout l'été. Mais elle devient très confuse lorsque Liam débarque à Beverly Hills et la demande soudainement en mariage. Sur le moment, Annie dit non car elle est toujours furieuse contre lui. Lors d'une énorme fête organisée par Naomie, Liam fait irruption et lui fait sa demande en mariage devant tout le monde. Mais Annie lui dit non une nouvelle fois lui disant qu'elle n'est pas prête. Déçu et triste, Liam rompt avec elle. Désespéré, Liam se saoul mais lorsqu'il se réveille le lendemain matin, il ne se souvient de rien. Dans le deuxième épisode, Liam a acheté un bar et reçoit la visite de Jane (Kristina Apgar), une fille qu'il a rencontré sur le bateau de pêche où il a passé l'été. Dans l'épisode, on découvre que l'époux de cette dernière est mort à cause de Liam. Après avoir fait comprendre à Jane (Kristina Apgar) qu'il ne souhaite pas qu'elle reste ici, il finit par lui révéler qu'il a commencé à avoir des sentiments pour elle, ce à quoi elle lui répond en l'embrassant. À la fin de l'épisode, Liam et Jane couchent ensemble.
Dans le troisième épisode, Annie découvre que Liam a couché avec Jane, celui-ci lui annonce qu'il était déjà plus ou moins avec elle avant qu'il l'a demande en mariage. Lors d'une fête, Liam décide de dire la vérité à Annie : lorsque l'époux de Jane est décédé, il s'est rapproché d'elle et a commencé à éprouver de forts sentiments pour elle et qu'il avait espéré que son « mariage » avec Annie l'aide à aimer Annie encore plus fort. À la suite de cette discussion, Liam et Annie décident de rompre définitivement. À la suite de sa rupture définitive avec Annie, Liam apprend que Jane est enceinte de l'enfant de son mari décédé. Étant amoureux d'elle, il décide d'élever l'enfant avec elle. Mais dans l'épisode suivant, Liam apprend par Adrianna que l'époux de Jane n'est en fait pas mort et ce dernier revient à Beverly Hills. Jane choisi donc de mettre un terme à sa relation avec Liam pour se remettre avec son mari.
Voyant que son bar fonctionne moins qu'au début, Liam accepte l'offre d'une agence de mannequin afin de devenir mannequin. Il devient alors Mister abdos.
Dans l'épisode 12, Liam se rend compte que Annie a des problèmes mais qu'elle ne lui dit rien. Ils couchent ensemble et Annie croit qu'ils vont retourner ensemble mais Liam lui dit que même s'il veut vraiment se remettre avec elle et qu'il l'aime toujours, il ne se remettra pas avec elle tant qu'elle ne lui dira pas ses problèmes. Mais Annie refuse de lui dire ce qui ne va pas. Plus tard dans l'épisode, Liam apprend par une amie de Annie (Bree)  que cette dernière a eu une liaison avec Patrick seulement pour de l'argent en tant qu"escort-girl". Lorsque Annie vient enfin de régler tous ses problèmes, elle appelle Liam pour lui dire qu'elle l'aime et qu'elle l'aimera toujours et qu'elle veut être avec lui. Alors qu'il reçoit cet appel, Liam se fera renverser par une voiture, conduite par Vanessa. Cette dernière fera semblant de l'avoir trouvé alors que le chauffeur qui l'a renversé prenait la fuite. Liam la croira et couchera avec elle après une conversation où Annie lui dévoilera ses sentiments. Liam décide d'avancer et met fin définitivement aux espoirs que Annie avait de se remettre avec Liam.
Plus tard, il se séparera de Vanessa après s'être rendu compte qu'elle lui ment énormément et se rapprochera de Silver qui vient d'apprendre qu'elle a le gêne du cancer du sein. Ils finissent par coucher ensemble. Mais Liam commence à éprouver des sentiments pour elle alors qu'elle est toujours en couple avec Navid. Lorsque Navid revient à Beverly Hills, Silver pense qu'elle est enceinte et Navid, apprend par la suite, que Silver a eu une aventure avec Liam. Bien que ce fût une fausse alerte, une rivalité naît entre les deux meilleurs amis surtout depuis que Silver veut avoir un bébé, car c'est sa seule et dernière chance d'avoir un enfant. Finalement, elle décide de ne choisir aucun des deux et décide de demander à son meilleur ami gay, Teddy Montgomery d'être le père.

### Saison 5
Liam se remet en question grâce à Salty l'ancien propriétaire de L'Offshore le bar de Liam :
Salty :
« Le soir ou tu étais bourré, tu as parlé de deux femmes dans ta vie » (Jane et Annie)
Liam : « Oui, c'était le cas ».
Salty : « Comment ça s'est passé? L'une d'elles est restée ? »
Liam : « Oui, une ( Annie ) »
Salty : « Si, elle est toujours là ça veut dire qu'elle est vraiment spéciale ».
Liam : « Ouais... » (en réfléchissant).
Salty : « Tu sais peut être que tu ne devrais pas partir. Peut-être qu'il y a une petite partie de toi qui savait que les meilleures choses dans la vie ne viennent pas toujours facilement » (épouser Annie). À ce moment Liam regarde la bague de mariage destinée à Annie.
Liam pense que Annie est la femme de sa vie, et il prend alors conscience de la force de ses sentiments pour elle. Mais Annie est sur le point de prendre un avion pour partir vivre en France, il réussit à arrêter l'avion avant son décollage. Liam refait sa demande en mariage à laquelle Annie va répondre positivement. La saison se termine sur ces fiançailles 
Une saison 6, regrettée par de nombreux fans, aurait probablement montrer le couple Liam-Annie pendant le mariage attendu depuis la saison 2 et des moments de leurs vies maritales heureuses avec leurs enfants.